# Каволи, Кристофер
Кристофер Джерард Каволи (англ. Christopher Gerard Cavoli; род. 1964, Вюрцбург, Бавария, Германия) — американский военный деятель, четырёхзвёздный генерал Армии США. Командующий Европейским командованием Вооружённых сил США и Верховный главнокомандующий Объединённых вооружённых сил НАТО в Европе (2022—2025).

## Биография
Кристофер Джерард Каволи родился в 1964 году в Вюрцбурге в американо-итальянской семье. Мать — Рита Маффеи Маэстранци, родом из Джустино; отец — Иво Каволи, сын эмигрантов-выходцев из Пинцоло, полковник ВВС США, служил в Германии и Италии.
В детстве рос на военных базах — некоторое время жил вместе с семьёй в Гиссене, затем посещал начальную школу в Риме, а среднюю школу — в Виченце. В 1987 году окончил Принстонский университет, получив степень бакалавра искусств в области биологии за диссертацию «Влияние дождевых червей на вертикальное распределение слизевиков в почве». Во время учёбы служил в университетском Корпусе подготовки офицеров запаса, удостоен знака отличия лучшему кадету. В том же году был зачислен в Армию США, в звании 2-го лейтенанта служил в 3-м батальоне 325-го парашютно-десантного полка в Виченце (1988—1991). В 1992—1994 годах в звании капитата был инструктором в армейской Школе рейнджеров. Прошёл курсы офицеров-страноведов со специализацией на Евразии при Европейском центре исследований безопасности Джорджа К. Маршалла в Гармиш-Партенкирхене, а в 1997 году окончил Йельский университет со степенью магистра искусств в области российских и восточно-европейских исследований.
В 1997 году получил звание майора. В дальнейшем был начальником отдела планирования операций (1999—2000), операционного отдела 10-й горнопехотной дивизии, служил в Боснии в составе миротворческих сил. В 2002 году повышен до подполковника. Служил директором российского направления в управлении стратегической политики и планирования Объединённого штаба (2001—2003), заместителем ассистента председателя Объединённого комитета начальников штабов (2003—2004), был стипендиатом Университета национальной обороны (2004—2005). Затем был командиром 1-го батальона 32-го пехотного полка и 3-й бригады 1-й бронетанковой дивизии, принимал участие в войне в Афганистане, занимал пост заместителя командующего Западным региональным командованием в Герате. В 2007 году получил звание полковника, а в 2009 году окончил Военный колледж армии США.
В 2013 году бригадного генерала, был заместителем начальника по операциям 82-й воздушно-десантной дивизии. В 2014—2016 годах занимал пост командующего Объединенным многонациональным учебным командованием 7-й армии в Графенвёре. В 2016 году получил звание генерал-майора, а в 2017 году повышен до генерал-лейтенанта. В 2016—2018 годах был командиром 25-й пехотной дивизии в Гонолулу. В 2016 году назначен командующим Армии США в Европе, а в 2020 году — объединённого командования в Европе и Африке. В том же году повышен до генерала, получив четырёхзвёздное звание.
3 мая 2022 года было объявлено о назначении Каволи на должности командующего Европейским командованием Вооружённых сил США и Верховного главнокомандующего Объединённых вооружённых сил НАТО в Европе. Такое решение, как указывалось в прессе, было принято в связи с серьёзными угрозами для НАТО и безопасности Европы в целом из-за российского вторжения в Украину, учитывая опыт Каволи и его знания о России. Церемония передачи полномочий командующего объединённым командованием в Европе и Африке генералу Дэррилу Уильямсу состоялась 28 июня, а 4 июля Каволи заступил на пост 20-го Верховного главнокомандующего Объединённых вооружённых сил НАТО в Европе.

## Награды
- В 2021 году награждён командорским крестом ордена «За заслуги перед Литвой»[44], а в 2022 году — Баварским орденом «За заслуги»[45].
- Командор со звездой ордена Заслуг перед Республикой Польша (8 августа 2024 года, Польша)[46].
- Кавалер Большого креста ордена Льва Финляндии (20 мая 2025 года, Финляндия)[47].
- Командор Большого креста ордена Виестура (19 июня 2025 года, Латвия)[48].
- Орден Орлиного креста 1 класса (5 февраля 2025 года, Эстония)[49].
- Великий офицер ордена Звезды Румынии (25 марта 2025 года, Румыния)[50].

## Личная жизнь
Женат, имеет двух сыновей. Владеет русским, итальянским и французским языками.